# Hôtel de la Caisse d'épargne de Provins
Pour d'autres hôtels homologues, voir Hôtel de la Caisse d'épargne.
L'hôtel de la Caisse d'épargne est un bâtiment du début du XXe siècle situé à Provins, en France.

## Situation et accès
L'édifice est situé au no 1 de la rue Victor-Arnoul, à l'est du centre-ville de Provins, et plus largement à l'est du département de Seine-et-Marne.

## Histoire

### Concours
En 1907, un concours pour la construction d'un hôtel de la Caisse d'épargne est ouvert jusqu'au 15 avril, entre tous les architectes français,.

### Réaménagement
En 2016-2017, durant 5 mois et demi, l'hôtel est réaménagé, en particulier dans son intérieur, par l'agence d'architecture Armelle Tarenne.

## Structure
L'édifice s'élève sur trois niveaux. Quatre pilastres s'inscrivent dans la façades et encadrent trois grands portails verts. Ces pilastres sont surmontés de l'inscription « CAISSE D'EPARGNE », elle-même surmontée par le blason de la ville qui plastronne la partie supérieure.

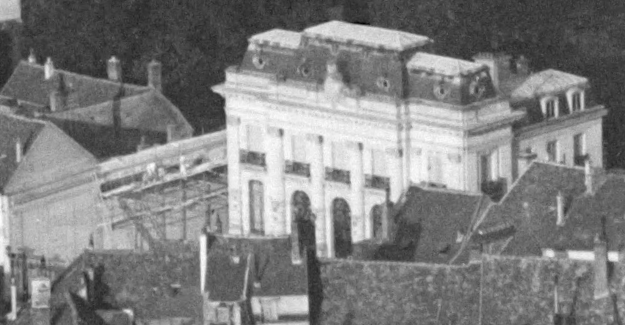
Vue aérienne de la façade principale et de la cour, en septembre 1920.
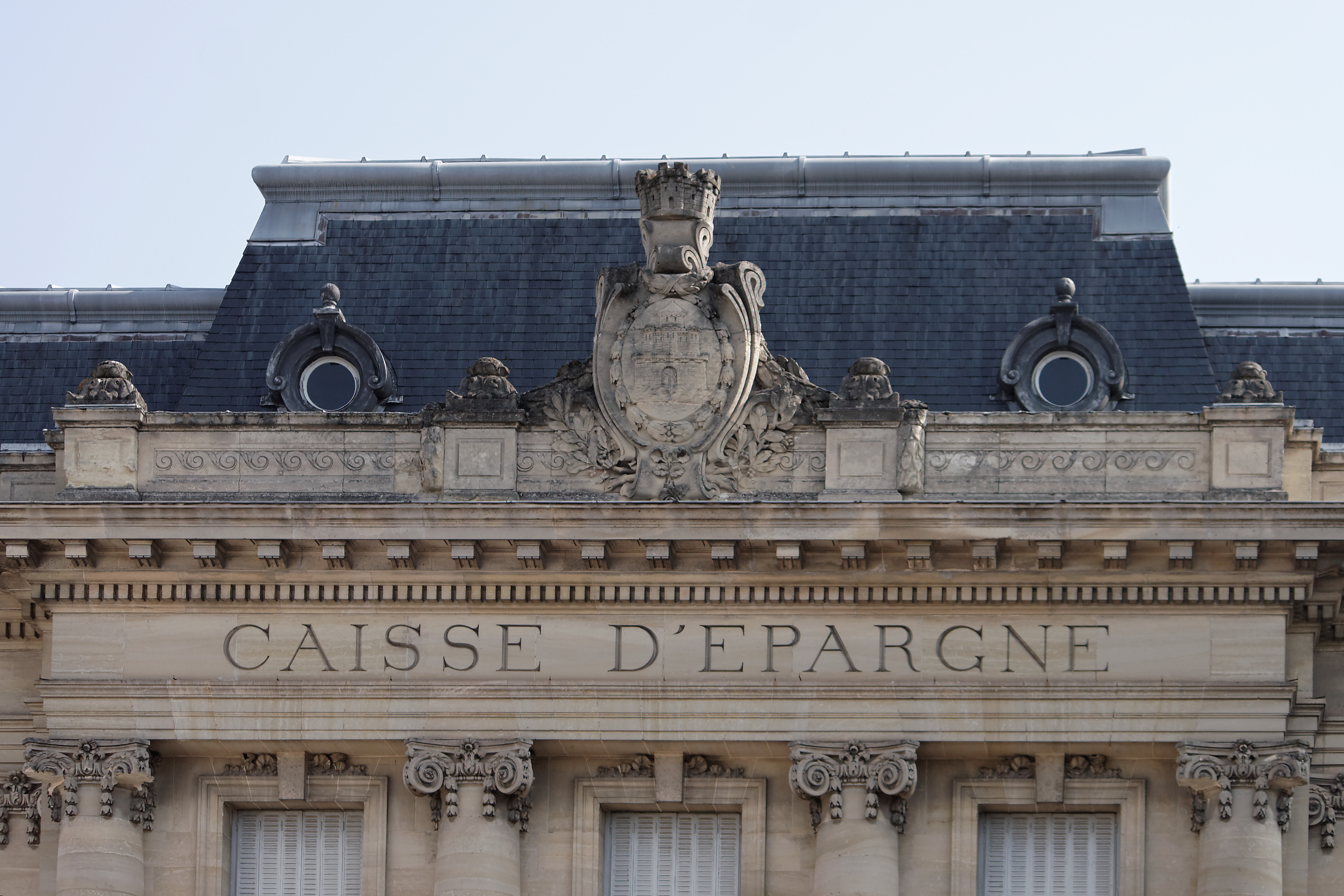
Détail de la partie supérieure de la façade principale avec l'inscription du nom et le blason de la ville.